# Erik Spiekermann
Erik Spiekermann (Stadthagen, 30 de maig de 1947) és un tipògraf i dissenyador alemany, professor de l'Acadèmia de les Arts de Bremen (Academy of Arts in Bremen), president de la Societat Internacional de Dissenyadors Tipogràfics (International Society of Typographic Designers), membre del directori de Classificació Vox-ATypl i fundador de MetaDesign, un dels majors estudis de disseny d'Alemanya.

## Biografia
Nascut a Stadthagen l'any 1947, Erik Spiekermann sempre ha sentit una gran curiositat pel mitjà imprès i tot el que està relacionat amb aquest. Quan tenia dotze anys ja experimentava amb la tipografia gràcies a una petita màquina d'impressió de fosa de tipus de metall al soterrani de casa seva, on durant uns anys va treballar per poder pagar-se els estudis d'Història de l'Art a la Free University de Berlín.

### Viatge a Anglaterra
Entre 1972 i 1979 treballà com a dissenyador gràfic freelance per a Wolff Ollins a Londres, on també va impartir classes de tipografia en el London College of Printing. Durant aquest període no va deixar de tenir contacte amb el seu país natal, on començà a col·laborar amb Berthold AG, una fundició tipogràfica alemanya. Va ser quan va redibuixar la tipografia LoType (creada per Louis Oppenheim) i va crear d'altres com la Block Italic o la Berliner Grotesk. El 1979, però, decidí abandonar Anglaterra per a tornar a Berlín i fundar, junt amb altres dos socis, el seu propi estudi: MetaDesign.

### De volta a Berlín: el naixement de MetaDesign

FF Meta: l'Helvètica dels '90.

La filosofia de treball d'Erik Spiekermann va aconseguir que MetaDesign es convertís en una de les empreses alemanyes de disseny més destacables, que té clients com BVG Berliner Verkehrsbetriebe, Philips, Levi Strauus Co., AEG, Nokia, Audi o Volkswagen, entre d'altres.
El 1982 publica el seu primer llibre en alemany, Rhyme & Reason A Typographic Novel (publicada set anys més tard en anglès), on amb humor expressa els seus ideals sobre la tipografia.
El 1989, junt amb la seva esposa Joan Spiekermann, van fundar Fontshop, una empresa dedicada a la producció i distribució de tipografies digitals. Un any més tard va presentar, per a la International Type Consortium, un dels seus treballs més destacables: la Officina Sans i la Officina Serif, una tipografia basada en les antigues màquines d'escriure però modernitzada per millorar la llegibilitat. De fet, la seva intenció principal era crear un tipus que es pogués emprar en treball d'oficina (d'aquí el seu nom).
Per altra banda, un projecte rebutjat per part del servei postal alemany, Deutsche Bundepost, va ser reprès per fer-lo servir en el seu propi estudi. Aquest projecte prendrà forma final nou anys després, considerat per alguns com la "Helvètica dels '90": FF Meta.
El 1992, junt amb Bill Hill, fundà MetaDesign West a San Francisco i el 1993 publicà el seu segon llibre editat per Adobe Press: Stop Stealing Sheep & Find Out How Type Works, un manual dirigit a tots aquells que volien començar a entendre com utilitzar la tipografia digital de manera efectiva. Dos anys més tard tornà a obrir una nova sucursal de MetaDesign a Londres.
Durant 1995 fins al 2000, Spiekermann va dissenyar diferents tipografies que segueixen la línia exploradora de la Berliner Grotesk (com la Metal Subnormal o la Meta Boiled) o bé la línia clara i comunicativa de la Officina (com la FF Info o la Correspondence).

### L'abandó de MetaDesign i actualitat
El juliol del 2000, en conseqüència de les discrepàncies sobre la forma de treballar de l'empresa, Erik Spiekermann decidí abandonar MetaDesign i començà el projecte United Designers Network (conegut actualment com a Spiekermann Partners). El 2009 es van associar amb l'estudi holandès Eden Design & Communication amb la intenció de crear una de les majors agències de comunicació i disseny d'Europa.
Actualment exerceix, també, el paper com a president de la Societat Internacional de Dissenyadors Tipogràfics i escriu articles per a la revista The Economist.

## Obres tipogràfiques

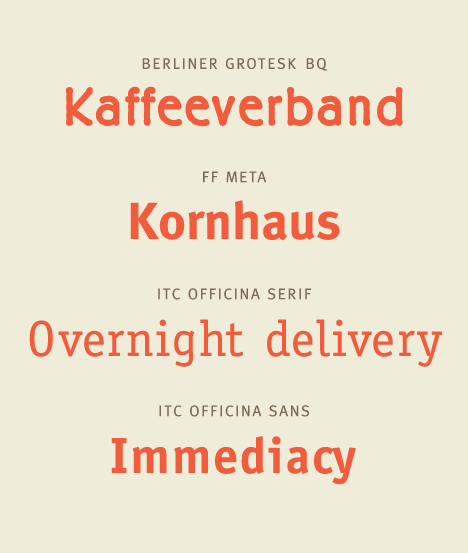
Obres més destacables.

- (1979) Berliner Grotesk (digitalització de l'original de 1913)
- (1980) Lo-Type (digitalització de l'original de 1911)
- (1990) ITC Officina Sans
- (1990) ITC Officina Serif
- (1991-1998) FF Meta
- (2000) FF Info
- (2001) FF Govan
- (2003) FF Unit
- (2007) FF Meta Serif
- (2009) Axel[6]

## Premis i reconeixements[7]
- (2003) Premi Gerrit Noordzij
- (2006) Doctor Honorífic del Disseny en el Centre D'Art de Pasadena
- (2006) Premi Disseny Alemany
- (2007) Hall of Fame de dissenyadors europeus
- (2009) Ambaixador en l'Any Europeu de la Creativitat i la Innovació
- (2010) Premi Lifetime Achievement